# Knutsberg
Knutsberg is een plaats in de gemeente Karlshamn in het landschap Blekinge en de provincie Blekinge län in Zweden. De plaats heeft 129 inwoners (2005) en een oppervlakte van 14 hectare.